# Trypethelium
Trypethelium is een geslacht van schimmels uit de familie Trypetheliaceae. De typesoort is Trypethelium eluteriae.

## Soorten
Volgens Index Fungorum telt het geslacht 15 soorten (peildatum februari 2023):
| Soortnaam                       | Auteur(s)                          | Publicatiejaar |
| ------------------------------- | ---------------------------------- | -------------- |
| Trypethelium astroideum         | Flakus & Aptroot                   | 2016           |
| Trypethelium aureornatum        | Aptroot                            | 2020           |
| Trypethelium eluteriae          | Spreng.                            | 1804           |
| Trypethelium endoflavum         | Aptroot                            | 2020           |
| Trypethelium epileucodes        | Nyl.                               | 1890           |
| Trypethelium globolucidum       | Aptroot, L.I. Ferraro & M. Cáceres | 2014           |
| Trypethelium infraeluteriae     | Aptroot & Gueidan                  | 2016           |
| Trypethelium luteolucidum       | Aptroot, C. Mendonça & M. Cáceres  | 2016           |
| Trypethelium medians            | Harm.                              | 1911           |
| Trypethelium muriforme          | Aptroot & M.F. Souza               | 2021           |
| Trypethelium papillosum         | Ach.                               | 1814           |
| Trypethelium tolimense          | Lücking, B. Moncada & M.C. Gut.    | 2016           |
| Trypethelium variolosum         | Ach.                               | 1814           |
| Trypethelium xanthoplatystomum  | Flakus & Aptroot                   | 2016           |
| Trypethelium xanthostiolornatum | Aptroot                            | 2020           |